# Flat-Pack Philosophy
Albums de Buzzcocks
Buzzcocks
(2003)
Flat-Pack Philosophy, sorti en 2006, est le dernier album du groupe Buzzcocks.

## Titres
1. Flat-Pack Philosophy (Shelley) – 3:06
2. Wish I Never Loved You (Shelley) – 2:38
3. Sell You Everything (Diggle) – 2:25
4. Reconciliation (Shelley) – 2:57
5. I Don't Exist (Shelley) – 2:20
6. Soul Survivor (Diggle) – 1:41
7. God, What Have I Done (Shelley) – 2:16
8. Credit (Shelley) – 3:22
9. Big Brother Wheels (Diggle) – 2:39
10. Dreamin' (Shelley) – 2:40
11. Sound of a Gun (Diggle) – 2:27
12. Look at You Now (Shelley) – 2:16
13. I've Had Enough (Shelley) – 2:29
14. Between Heaven and Hell (Diggle) – 3:16

## Source
- (en)  Flat-Pack Philosophy